# Hoàng Ngọc Phách
Hoàng Ngọc Phách, (20 tháng 8 năm 1896 - 24 tháng 11 năm 1973) là tác giả tiểu thuyết Tố Tâm, một trong những tiểu thuyết hiện đại đầu tiên của Việt Nam, tác phẩm đã được giáo sư Michele Sullivan và Emmanuel Lê Ốc Mạch dịch sang tiếng Pháp.
Nhà xuất bản Gallimard - nổi tiếng với bộ sách "Tìm hiểu phương Đông", chuyên dịch và giới thiệu các tác phẩm văn học nổi tiếng ở các nước Ảrập, Ấn Độ, Trung Quốc, Nhật Bản, Việt Nam - đã ấn hành cuốn sách này với tên gọi "Một trái tim trong sáng".

## Tiểu sử
Hoàng Ngọc Phách, tên huý là Tước, ông còn có bút hiệu Song An, sinh năm 1896, quê ở làng Đông Thái, huyện Đức Thọ, tỉnh Hà Tĩnh. Xuất thân trong một gia đình có truyền thống hiếu học, yêu nước, cha ông từng tham gia phong trào Cần Vương. Thuở nhỏ, ông theo học chữ Hán rồi học trường Pháp Việt. Sau khi tốt nghiệp Trường Cao đẳng Tiểu học ở Vinh, ông ra học Trường Bưởi, Hà Nội.
Khiếu văn chương của ông cũng được bộc lộ từ sớm. Năm 1916 khi mới học xong năm thứ hai trường Bưởi, Hoàng Ngọc Phách đã trúng giải 8 trong 20 giải của cuộc thi thơ do Ban Quản trị rạp Sán Nhiên Đài tổ chức. Cũng trong thời gian học ở trường Bưởi, ông tham gia và chỉ đạo các phong trào bãi khóa, thành lập Hội Học sinh tương tế chống bọn giám thị khinh rẻ, bạc đãi học sinh nghèo.
Năm 1919, Hoàng Ngọc Phách đỗ cả hai bằng Cao đẳng tiểu học Pháp và bằng Thành Chung. Cùng năm đó, ông trúng tuyển luôn kỳ thi tuyển vào trường Cao đẳng sư phạm, Ban văn chương. Năm cuối khóa học ở đây, Hoàng Ngọc Phách hoàn thành tiểu thuyết Tố Tâm. Với tác phẩm này, ông là người mở đầu cho nền tiểu thuyết hiện đại Việt Nam. Nhiều ý kiến còn cho rằng Tố Tâm là cuốn tiểu thuyết hiện đại đầu tiên của Việt Nam.
Năm 1922 tốt nghiệp Cao đẳng sư phạm, Hoàng Ngọc Phách được bổ làm giáo sư trường Thành Chung, Nam Định. Ba năm sau ông chuyển về Hà Nội làm Tổng Thư ký trường Cao đẳng sư phạm. Thời gian đó, phong trào để tang Phan Chu Trinh, đòi thả Phan Bội Châu diễn ra sôi nổi, nhất là trong học sinh, sinh viên. Do có liên can tới các hoạt động chính trị này, Hoàng Ngọc Phách bị đổi xuống Kiến An rồi xin chuyển sang dạy ở trường Cao đẳng tiểu học Bonnal Hải Phòng.
Trong thời gian dạy học ở Hải Phòng, Hoàng Ngọc Phách còn làm Hội trưởng hội Trí Tri Hải Phòng. Ông thường tổ chức những buổi diễn thuyết, tổ chức đội kịch mà đạo diễn, diễn viên là thầy trò trường Bonnal. Số tiền thu được dùng vào việc từ thiện. Những vở Lọ vàng, Bạn và vợ, ông Tây An Nam... có tiếng vang thu hút được nhiều khán giả. Dưới sự dìu dắt của Hoàng Ngọc Phách, Thế Lữ và một số nghệ sĩ khác đã trưởng thành và gặt hái được nhiều thành công trong ngành nghệ thuật sân khấu.
Năm 1931 Hoàng Ngọc Phách lên dạy học ở trường Cao đẳng tiểu học Lạng Sơn. Năm 1935 ông về dạy học ở Bắc Ninh cho đến ngày Tổng khởi nghĩa. Ở đây, ông cũng tham gia tổ chức Hội Khuyến học, Hội Truyền bá quốc ngữ tỉnh và giữ chức Hội trưởng hai tổ chức xã hội này.
Sau cách mạng tháng Tám đến năm 1959, Hoàng Ngọc Phách giữ nhiều chức vụ trong ngành giáo dục: Giám đốc học khu Bắc Ninh kiêm Hiệu trưởng trường trung học Hàn Thuyên, Giám đốc giáo dục chiến khu 12, Liên khu 1, Giám đốc Cao đẳng sư phạm Trung ương, Thanh tra học vụ toàn quốc, Hiệu trưởng trường phổ thông Phan Đình Phùng, rồi về ban tu thư Bộ Giáo dục, tham gia nhóm nghiên cứu Lê Quý Đôn. Năm 1959 ông chuyển sang Viện văn học làm công tác nghiên cứu cho đến năm 1963 thì nghỉ hưu.
Ông mất năm 1973.
Tên của ông được đặt cho một con đường tại phường Láng Hạ, quận Đống Đa, Thành phố Hà Nội. Một con đường ở Thị trấn Đức Thọ, huyện Đức Thọ, tỉnh Hà Tĩnh cũng mang tên ông. Ngoài ra còn một con đường dẫn vào cổng cũ, trường THPT Hàn Thuyên, Võ Cường, Bắc Ninh, nơi ông là Hiệu trưởng đầu tiên cũng mang tên ông.

## Các sáng tác tiêu biểu

### In riêng
- Tố Tâm - tiểu thuyết (1925), tính đến năm 1990 tái bản 24 lần.
- Thời thế với văn chương - tiểu luận, phê bình văn thơ (1941).
- Đâu là chân lý (1941)
- Bên bờ sông Lô (1966)
- Chuyện trường Cao đẳng sư phạm (1968)
- Tuyển tập Hoàng Ngọc Phách (1989).

### In chung
- Cung oán ngâm khúc (bình luận, hiệu đính, 1957)
- Thơ văn Nguyễn Khuyến - hợp soạn, nghiên cứu (1957).
- Chèo và tuồng (1958).
- Văn thơ Trần Tế Xương (1958).
- Sơ tuyển thơ văn yêu nước và cách mạng (biên soạn, tập 1 năm 1958, tập 2 năm 1959, tập 3a năm 1959, tập 3b năm 1959).
- Nhị Độ Mai (1960)
- Giai thoại văn học Việt Nam (1965)
- Thơ văn Phan Châu Trinh (1983)